# Gallerie al di sotto del Fiume Tamigi
La tabella sottostante elenca gran parte delle gallerie presenti al di sotto del Fiume Tamigi a Londra, la quale, essendo sorta sopra un letto d'argilla, è tra le prime città del mondo in quanto a numero di tunnel scavati. Questi vengono utilizzati da veicoli stradali, pedoni, dalla metropolitana, dalle linee ferroviarie e dai servizi pubblici. Svariate gallerie sono state scavate più di un secolo fa: l'originale Thames Tunnel è stata la prima galleria subacquea del mondo.
| Da Est (a valle) ad Ovest (a monte) | Nome                                                    | Tipologia                 | Situata fra...                        | Anno di costruzione | Commenti |
| ----------------------------------- | ------------------------------------------------------- | ------------------------- | ------------------------------------- | ------------------- | --- |
| 1                                   | High Speed 1                                            | Tunnel ferroviario doppio | Swanscombe, Kent↔West Thurrock, Essex | 2007                | |
| 2                                   | Passaggio di Dartford                                   | Tunnel stradale doppio    |                                       | 1963                | Galleria Ovest - 1963, Galleria Est - 1980 |
| 3                                   | Dartford Cable Tunnel                                   | Utilitario                |                                       | 2004                | |
| 4                                   | Gallerie Docklands Light Railway                        | Ferroviario               | Woolwich Arsenal↔King George V        | 2009                | |
| 5                                   | Gallerie Crossrail                                      | Stradale                  | Woolwich ↔ North Woolwich             | 2015                | La costruzione della galleria è terminata nel 2015, il servizio ferroviario dovrebbe essere abilitato nel 2018 |
| 6                                   | Woolwich foot tunnel                                    | Pedonale                  | Woolwich↔North Woolwich               | 1912                | Ingegnere: Maurice Fitzmaurice |
| 7                                   | London Underground Jubilee line                         | Ferroviario               | North Greenwich↔Canning Town          | 1999                | |
| 8                                   | Gallerie Blackwall                                      | Stradale                  | North Greenwich↔Blackwall             | 1897                | Secondo foro scavato nel 1967. Ingegnere: Alexander Binnie |
| 9                                   | London Underground Jubilee line                         | Stradale                  | Canary Wharf↔North Greenwich          | 1999                | |
| 10                                  | Gallerie Docklands Light Railway                        | Ferroviario               | Island Gardens↔Cutty Sark             | 1999                | |
| 11                                  | Greenwich Foot Tunnel                                   | Pedonale, Ciclabile       | Millwall↔Greenwich                    | 1902                | Ingegnere: Alexander Binnie |
| 12                                  | London Underground Jubilee line                         | Ferroviario               | Canada Water↔Canary Wharf             | 1999                | |
| 13                                  | Rotherhithe Tunnel                                      | Stradale                  | Rotherhithe↔Limehouse                 | 1908                | Ingegnere: Maurice Fitzmaurice |
| 14                                  | Thames Tunnel                                           | Ferroviario               | Wapping↔Stazione di Rotherhithe       | 1843                | Marc Brunel. La prima galleria subacquea mai costruita, oggi facente parte della rete ferroviaria Overground. In origine era adibita ad uso puramente pedonale.                                                                                              |
| 15                                  | Tower Subway                                            | Utilitario                |                                       | 1870                | Peter W. Barlow e James Henry Greathead. La prima stazione metropolitana sotterranea del mondo. È stata una galleria ferroviaria per soli 3 mesi; in seguito venne adibita al passaggio pedonale. Al giorno d'oggi contiene tubature e cavi in fibra ottica. |
| 16                                  | London Underground Northern line (City Branch)          | Ferroviario               | Stazione di London Bridge ↔Bank       | 1900                | |
| 17                                  | City and South London Railway                           | In disuso                 | Borough↔King William Street           | 1890                | Gallerie ferroviarie, ora cadute in disuso. La prima stazione mai costruita di una ferrovia elettrica, con gallerie del diametro di 3.1 metri, rimpiazzate nel 1900 da nuove ad est del diametro di 3.51 metri.                                              |
| 18                                  | London Underground Waterloo & City line                 | Ferroviario               |                                       | 1898                | |
| 19                                  | London Underground Northern line (Charing Cross Branch) | Ferroviario               |                                       | 1926                | |
| 20                                  | London Underground Bakerloo line                        | Ferroviario               |                                       | 1906                | |
| 21                                  | London Underground Jubilee line                         | Ferroviario               | Westminster↔Waterloo                  | 1999                | |
| 22                                  | London Underground Victoria line                        | Ferroviario               |                                       | 1971                | |
| 23                                  | Battersea Power Station                                 | Utilitario                |                                       | sconosciuto         | Due gallerie della stazione passano sotto il Tamigi e si prolungano fino alle due estremità del Chelsea Bridge. Una terza galleria conduceva il vapore al complesso residenziale di Churchill Gardens.                                                       |

## Altre gallerie
La tabella precedente esclude alcune gallerie minori: sotto la Barriera del Tamigi; vi è un tunnel di 2,8 metri di diametro che conduce dei cavi elettrici da West Ham alla penisola di Greenwich, la cui costruzione, dovuta all'inaugurazione del Millennium Dome, terminò nel 1999; è presente anche una galleria che porta al luogo in cui sorgeva la vecchia centrale elettrica della Ferranti, sul lato orientale della foce del Deptford Creek.
Un'altra galleria è localizzata tra il Cottons Centre e il Billingsgate Fish Market, nei pressi del London Bridge. Il tunnel, abbastanza grande per consentire il passaggio di un uomo adulto, è stato utilizzato da Citibank per operazioni di cablaggio.
Il Silvertown Tunnel, il cui scavo deve ancora essere effettuato, integrerà il già esistente Blackwall Tunnel, il quale congiungerà la penisola di Greenwich con West Silvertown.
Infine, è presente un'ulteriore galleria, situata a circa due miglia ad est di Gravesend, usata presumibilmente per il contenimento di cavi elettrici e il cui accesso è consentito solamente al personale autorizzato.

## Sfondo storico
Il gran numero di gallerie fluviali presenti a Londra è dovuto ad una serie di fattori. Per ragioni storiche, il centro città non dispone di molti ponti ferroviari (né di stazioni ferroviarie principali). Infatti, sono presenti solo tre cavalcavia, dei quali soltanto uno è attualmente in funzione, e per questa ragione, i costruttori di ferrovie hanno optato per lo scavo di gallerie al di sotto del fiume piuttosto che per la creazione di nuovi ponti, i quali, al contrario, sono abbastanza frequenti nella parte occidentale della metropoli.
Un altro fattore determinante è stato il Porto di Londra, il quale, fino agli anni '80, necessitava che le navi più grandi potessero accedere al fiume fino a monte della città. Prima della costruzione del ponte Regina Elisabetta II, avvenuta nel 1991, il cavalcavia più ad est sul Tamigi era il Tower Bridge, localizzato al centro di Londra. Ancora oggi, il Passaggio di Dartford fornisce l'unico modo per attraverse il fiume su strada. Anche la larghezza del fiume a valle fece sì che le gallerie fossero l'unica opzione per gli attraversamenti prima che il miglioramento delle tecnologie permise la costruzione di ponti alti.